# 돈 셜리
돈 셜리 (영어: Don Shirley, 본명: Donald Walbridge Shirley)는 미국의 클래식·재즈 피아니스트이자 작곡가이다. 1950년대부터 1960년대까지 그는 클래식을 재즈에 접목시키는 시도를 하며, Cadence에 수많은 앨범을 남겼다. 그는 오르간 교향곡, 피아노 협주곡, 첼로 협주곡 한 곡, 세 곡의 현악4중주, 한 막의 오페라, 제임스 조이스의 소설 피네간의 경야를 바탕으로 한 교향시,그리고 천국과 지옥을 토대로 한 일련의 변주곡도 작곡하였다.
플로리다주 펜서콜라에서 출생한 돈 셜리는 유망한 클래식 피아노 학생이었다.  전통 클래식 음악을 연주하던 커리어 초반에는 주목받지 못했으나, 다양한 음악적 전통을 조합하여 성공을 거두었다.
1960년대에 들어서 돈 셜리는 디프사우스 지역에서 몇 차례의 콘서트 투어를 가졌다.  콘서트 기간 동안 그는 뉴욕 나이트클럽 바운서 토니 "립" 발레롱가를 운전수 겸 보디가드로 채용하였다. 그들의 이야기는 2018년 영화 《그린 북》으로 각색되었다.

## 일대기

### 생애 초반
도널드 월브릿지 셜리는 1927년 1월 29일 플로리다주 펜서콜라의 자메이카이주민 가정에서 태어났고, 어머니 스텔라 거트루드(Stella Gertitude, 1903~1936)는 교사, 아버지 에드윈 S. 셜리(Edwin S. Shirley, 1885–1982)는 미국 성공회의 사제였다.
돈 셜리는 2세부터 피아노를 배우기 시작했다. 그는 짧은 기간 동안 버지니아주 대학교와프레리 뷰 대학을 다녔다. 그리고 콘래드 베르니에, 타디우스 존스와 수학하여 1953년 워싱턴 D.C.의 미국 가톨릭 대학교에서 음악으로 학사 학위를 얻었다.
"닥터 셜리"라는 이름으로도 알려져 있었는데, 실제로 그는 두 명예박사 학위를 가지고 있었다.
그의 레이블이 자메이카 출신으로 홍보하고 있었기 때문에, 출생지가 자메이카의 킹스턴으로 잘못 알려지곤 하였다. 일부 출처에 따르면, 돈 셜리는 상트페테르부르크 음악원에서 음악 이론과 피아노를 공부하기 위해 소비에트 연방으로 떠났다고 한다. 그의 친척 에드윈에 따르면, 돈 셜리의 레이블이 셜리가 "흑인 학교에서 온 흑인에게 조금도 거들떠보지 않는 곳에서 인정받기 위하여" 유럽에서 공부했다고 허위사실을 기재했다.

### 커리어: 1945–1953
1945년, 18세에 돈 셜리는 보스턴 팝스 오케스트라와 차이콥스키 피아노 협주곡 1번을 연주했다.  1년 뒤에는, 런던 필하모닉 오케스트라와 자작곡 중 한 곡을 선보였다.
1949년, 그는 아이티 정부의 초대를 받아 포르토프랭스 엑스포 연주하였고, 이어서 Estimé 대통령과 en:Joseph-Marie Le Gouaze 대주교의 요청으로 반복 공연했다.
돈 셜리는 1952년 12월 23일 쿡 카운티에서 진 C. 힐 (Jean C. Hill)과 결혼하였지만, 이후 이혼하였다.
흑인 클래식 음악가를 위한 기회의 부족으로 셜리는 의욕을 잃었고, 한동안 커리어로서 피아노를 멀리 했다. 그는 시카고 대학교에서 심리학을 공부한 뒤 시카고에서 심리학자로 일하기 시작했고, 이후 음악계로 돌아왔다. 그에게는 음악과 소년 비행간 관계성 연구의 지원금이 지금되었는데, 이는 1950년 초 전후 시대에 발생했다. 작은 클럽에서 연주하며, 그는 소리에 관객이 어떻게 반응하는 지에 관한 실험을 했다. 관객은 그가 실험하고 있었고 반응을 알아보기 위해 학생을 심었음을 눈치채지 못했다.

### 커리어: 1954–2013
아서 피들러의 초대를 받아들여, 1954년 셜리는 보스턴 팝스와 공연했다. 1955년에는 카네기 홀에서 열린 엘링턴 피아노 콘체르토의 프리미어에서 NBC 심포니와 연주했다. 또한 그는 TV 프로그램 아서 갓프리와 친구들에 출연하기도 했다.
1950년대부터 1960년대까지 그는 클래식을 재즈에 접목시키는 시도를 하며, 케이던스 레코드에 수많은 앨범을 남겼다. 1961년, 그의 싱글 "Water Boy"가 빌보드 핫 100 40위에 이르렀고 14주간 차트에 남았다. 그는 뉴욕시의 나이트클럽 en:Basin Street East에서 공연하였고, 이는 듀크 엘링턴이 연주를 듣고 우정을 맺은 곳이다.

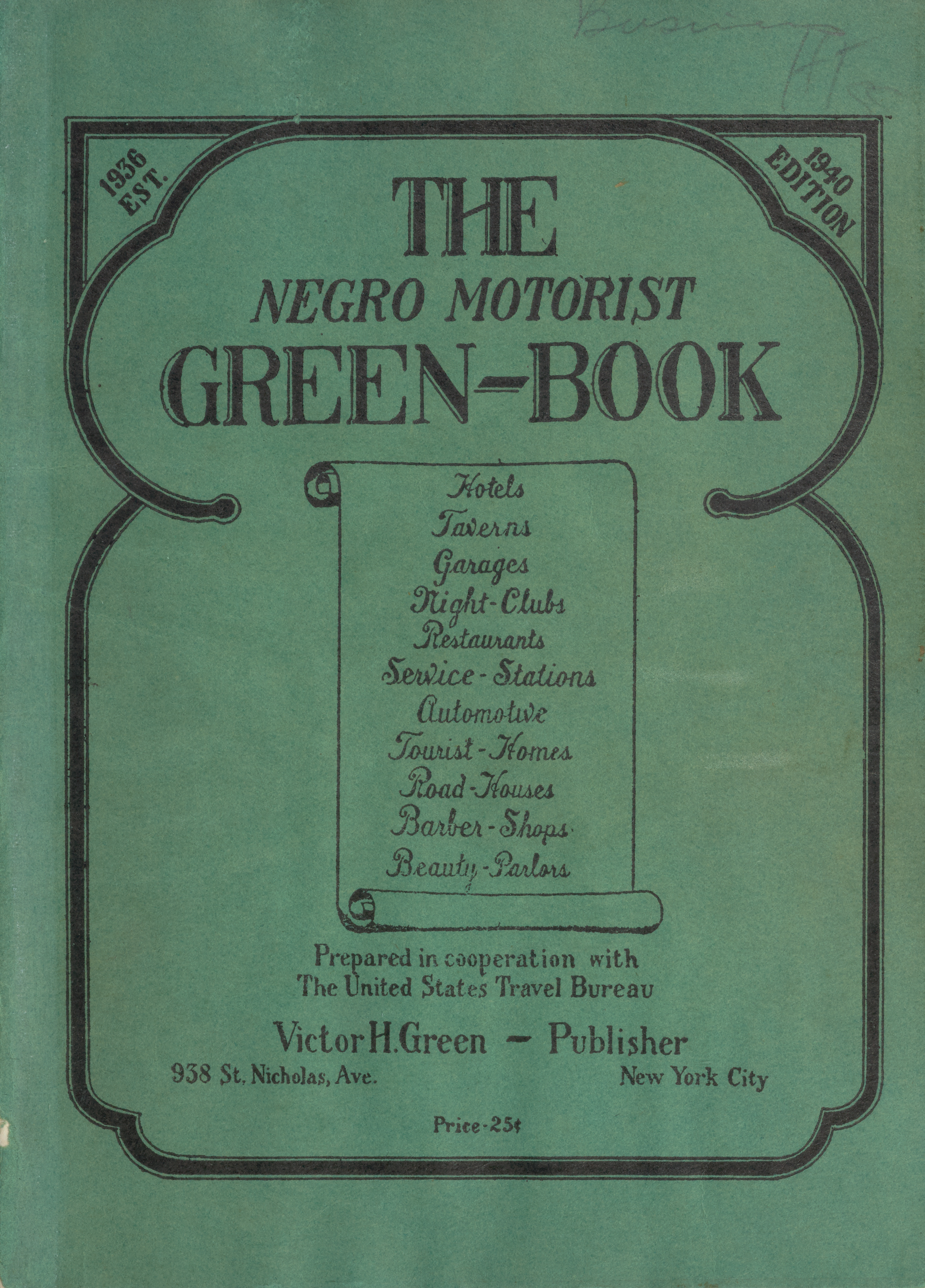
The Negro Motorist Green Book listed businesses that served black travelers in the segregated South.

1960년대, 돈 셜리는 남쪽 주에서 몇 차례의 콘서트 투어를 가졌다. 그는 그의 연주로 사람들의 마음을 움직일 수 있을 거라고 믿었다. 1962년 그의 첫 투어에, 뉴욕 나이트클럽 바운서 토니 "립" 발레롱가를 운전수 겸 보디가드로 채용하였다. 그들의 이야기는 2018년 영화 그린 북으로 각색되었는데, 이 제목은 분리 사회 미국의 흑인 운전자용 여행 가이드에서 따왔다. 영화에서는 성격의 차이로 초반에 갈등을 겪으면서도, 좋은 친구가 된다. 이에 돈 셜리의 형제 마루이스 셜리(Maurice Shirley)가 의문을 제기하는데, 그는 "내 형제에게 토니는 쇼퍼였을 뿐 단 한번도 친구였던 적이 없다. 이 때문에 맥락과 뉘앙스가 아주 중요하다. 성공적이고 잘 나가는 흑인 아티스트가 그 같지 않은 도우미를 쓴다는 사실이 잘못 해석되어서는 안된다."고 말했다.
하지만, 2019년 1월 Variety와의 인터뷰에서는, 토니의 아들 닉 발레롱가가 그들이 1년 반동안 함께했고 친구로 남았음을 해명했다. 그는 또한 셜리가 생전에 이야기를 쓰는 동안은 아무에게도 말하지 말기를 부탁했다고 전했다. 그는 계속해서 "돈 셜리 본인이 아무에게도 말하지 말라고 했다. 그리고 그는 삶의 일부분만을 다루길 원했다. 그는 여행 중 일어난 일 만을 말하도록 했다. 그리고 그는 넣을 내용에 찬성했다. 따라서 약속을 어길 수 없어 연락하지 않았다."고 설명을 계속했다.
영화는 돈 셜리를 가족과 멀어지고 아프리카계 미국인 공동체로부터 소외된 사람으로 묘사하여 논란을 일으켰다. 셜리의 유족은 이를 반박하였는데, 셜리는 흑인 민권 운동과 셀마 몽고메리 행진에 참여하였으며, 많은 아프리카계 미국인 예술가 및 리더 친구가 있었다고 주장했다. 그는 세 형제가 있었고, 가족에 따르면 연락을 계속 했다고 한다.작곡가 루터 헨더슨을 통해 셜리와 친분을 쌓은 저술가 데이비드 하이두(David Hajdu)는 "내가 알던 남자는 그린 북에 그려진 세심하고 우아한 성격과는 많이 달랐다. 셜리는 지적이지만 순박하고, 변덕스럽고, 자기보호적이고, 모든 것에서, 특히 음악에서 불완전을 용납하지 않으며, 그의 음악처럼 셜리는 복잡하고 구분짓기 어려운 사람이다."라는 글을 남겼다.
1968년 말, 셜리는 디트로이트 심포니와 차이콥스키 협주곡을 공연했다. 또한 그는 시카고 심포니, 내셔널 심포니와 같이 일하기도 했다.  그는 뉴욕 필하모닉과 필라델피아 오케스트라를 위한 교향곡도 썼다. 그는 스칼라 극장의 오케스트라와 조지 거슈윈의 음악을 헌정하는 프로그램에서 독주자로 연주했다. 동시대의 러시아 출신 작곡가 이고르 스트라빈스키는 그에 대해 "그의 기교는 신의 경지에 있다."

### 사망
돈 셜리는 2013년 4월 6일 심장병으로 사망했다.

## 디스코그래피
- Tonal Expressions (Cadence, 1955)
- Orpheus in the Underworld (Cadence, 1956)
- Piano Perspectives (Cadence, 1956)
- Don Shirley Duo (Cadence, 1956)
- Don Shirley with Two Basses (Cadence, 1957)
- Improvisations (Cadence, 1957)
- Don Shirley (Audio Fidelity, 1959)
- Don Shirley Solos (Cadence, 1959)
- Don Shirley Plays Love Songs (Cadence, 1960)
- Don Shirley Plays Gershwin (Cadence, 1960)
- Don Shirley Plays Standards (Cadence, 1960)
- Don Shirley Plays Birdland Lullabies (Cadence, 1960)
- Don Shirley Plays Showtunes (Cadence, 1960)
- Don Shirley Trio (Cadence, 1961)
- Piano Arrangements of Spirituals (Cadence, 1962)
- Pianist Extraordinary (Cadence, 1962)
- Piano Spirituals (1962)
- Don Shirley Presents Martha Flowers (1962)
- Drown in My Own Tears (Cadence, 1962)
- Water Boy (Columbia, 1965)
- The Gospel According to Don Shirley (Columbia, 1969)
- Don Shirley in Concert (Columbia, 1969)
- The Don Shirley Point of View (Atlantic, 1972)[24]
- Home with Donald Shirley (2001)
- Don Shirley's Best (Cadence, 2010)

## 참고 문헌
- Feather, L. G. (1960). 《The New Edition of the Encyclopedia of Jazz》. Horizon Press. 418–419쪽.
- Fox, A. (2007). 《Compendium of Over 2000 Jazz Pianists》. Trofford Publishing. 138쪽. ISBN 1425118488.
- Neely, T., 편집. (2001). 《Goldmine Record Album Price Guide》 2판. Krause Publications. 507–508쪽. ISBN 0873493168. 2007년 10월 30일에 원본 문서에서 보존된 문서. 2019년 12월 4일에 확인함.
- Neely, T., 편집. (2003). 《Goldmine Record Album Price Guide》 3판. Krause Publications. 545쪽. ISBN 087349671X.
- Whitburn, J. (1991). 《The Billboard Book of Top 40 Albums》. Billboard Books. 328쪽. ISBN 0823075346. 2007년 10월 30일에 원본 문서에서 보존된 문서. 2019년 12월 4일에 확인함.